# Mucuna flagellipes
Mucuna flagellipes är en ärtväxtart som beskrevs av Joseph Dalton Hooker. Mucuna flagellipes ingår i släktet Mucuna och familjen ärtväxter. Inga underarter finns listade i Catalogue of Life.